# Torre del carrer Nou (Alcanar)
La Torre del carrer Nou és una torre del municipi d'Alcanar declarada bé cultural d'interès nacional.

## Descripció
Segons Matamoros, aquesta torre cal datar-la de temps dels Àustries, com la resta de fortificacions de la vila, ja que té una tipologia similar a la resta de torres de la contrada construïdes per a protegir-se de les incursions pirates dels s.XVI-XVIII. Pere Català Roca a "Els Castells Catalans" i Ramon Miravall a "Les torres de la Regió Marítima de l'Ebre" es limiten a acceptar aquesta notícia. Tanmateix, creiem que podria tractar-se d'una construcció del s.XIV-XV. És de planta quadrada, feta de carreus ben tallats i encoixinats als angles i tan sols desbastats, units amb fang i morter de calç, a la resta. Cal suposar que era coronada amb merlets. S'hi conserven espitlleres i encara es poden veure els punts on es recolzaven els sostres. Des de la casa veïna es pot accedir a la part superior, a manera de terrassa.

## Història
En alguns documents del s.XVII-XVIII es fa esment de les muralles que englobaven unes 150 cases i devien seguir el següent pla: des de la Torre del C. N ou (a l'angle c. Raval) baixava fins al carrer Major, des d'on pujava pel carrer del Mestre Pedrell passant per davant de l'església i girava per davant del cementiri fins a arribar a la Torre del c. Nou. Devia tenir quatre portals: a l'extrem del c. Major, davant del Raval, al camí d'Amposta i el del cementiri. A l'interior hi quedaven els actuals carrers de Jesús, dels Arcs (ara, d'Hug de Fullalquer), del Forn, Major, Plaça de l'església, carrer de Forcadell, del campanar, del cementiri i d'en Caballé.
La nit del 2 al 3 de setembre de 1981, se'n va desplomar el mur del carrer nou. El 1983-84 l'arquitecte Alfred Pastor Mongrell va redactar un projecte de restauració per encàrrec del Servei del Patrimoni Arquitectònic de la Generalitat de Catalunya. Les obres van consistir a agençar l'interior, unint els dos espais que comprenia, per tal d'adequar-lo com a sala d'exposicions. Es va adequar també l'accés a la terrassa superior, que va quedar ben endreçada, amb bancs i floreres.Recentment, s'està tornant a degradar.